# Rasim Marz
Rasim Marz (* 1991 in Siegburg) ist ein deutsch-türkischer Historiker, Publizist und Experte für die Geschichte des Osmanischen Reiches und der modernen Türkei.

## Leben und Werk
Marz wuchs im Westerwald auf. Nach seinem Abitur studierte er Politikwissenschaften, Verwaltungswissenschaften und Soziologie (B.A.) an der Fernuniversität Hagen. Zu seinen fachlichen Schwerpunkten zählen die Geschichte des Osmanischen Reichs und der modernen Türkei sowie die europäische Diplomatie des 19. Jahrhunderts. Seine Beiträge und Interviews erschienen u. a. in folgenden Medien: Die Zeit, Neue Zürcher Zeitung, Ipg-journal, WDR, N-tv, Phoenix und Deutschlandfunk. Sein Buch Ali Pascha – Europas vergessener Staatsmann wurde von dem Orientexperten Wolfgang Günter Lerch  in der Frankfurter Allgemeinen Zeitung vom 2. August 2016 positiv rezensiert.
Zwischen 2019 und 2021 war er Vorsitzender der Deutsch-Türkischen Gesellschaft Bonn e. V.

## Schriften
- Ali Pascha – Europas vergessener Staatsmann, 262 Seiten, Frank & Timme, Berlin, 2016  ISBN 978-3-7329-0247-7
- Abdülmecid II. – Der letzte Kalif des Islams, 2014, 60 Seiten, Broschüre, BoD ISBN 978-3-7347-3713-8
- Das Osmanische Reich für Einsteiger, 2014, 40 Seiten, Broschüre, BoD ISBN 978-3-7322-9273-8
- Das Osmanische Reich auf dem Weg nach Europa, 2013, 260 Seiten, Hardcover, BoD ISBN 978-3-7322-9273-8